# Stefano Lucchini
Stefano Lucchini (ur. 2 października 1980 w Bergamo) – włoski piłkarz występujący na pozycji środkowego obrońcy. Obecnie gra w Cremonese.

## Kariera klubowa
Stefano Lucchini zawodową karierę rozpoczynał w 1998 roku w US Cremonese. W sezonie 1998/1999 spadł z nim z Serie B do Serie C1 i w trzeciej lidze wywalczył sobie miejsce w podstawowej jedenastce Cremonese. W 2000 roku Lucchini przeniósł się do Ternany Calcio. Przez dwa sezony rozegrał dla niej 43 spotkania w Serie B i strzelił 2 bramki.
Latem 2002 roku włoski obrońca został zawodnikiem Empoli FC. W jego barwach 3 listopada w przegranym 1:2 pojedynku z S.S. Lazio zadebiutował w rozgrywkach pierwszej ligi. Pierwszego gola w Serie A Lucchini strzelił 13 kwietnia 2003 roku podczas zwycięskiego 2:1 spotkania z Chievo Werona. W sezonie 2003/2004 Lucchini razem ze swoim klubem zajął szesnastą lokatę w końcowej tabeli Serie A i spadł do drugiej ligi. W sezonie 2004/2005 Empoli zwyciężyło jednak rozgrywki Serie B i powróciło do pierwszej ligi. 30 kwietnia 2006 roku podczas spotkania z Interem Mediolan Lucchini zanotował swój setny ligowy występ dla Empoli. Łącznie dla tego włoskiego zespołu rozegrał w Serie A i Serie B 126 meczów.
W marcu 2007 roku Lucchini podpisał przeterminowany kontrakt z Sampdorią. Do ekipy „Blucerchiatich” dołączył latem, a ligowy debiut w barwach nowej drużyny zanotował 26 sierpnia podczas wygranego 2:1 pojedynku ze Sieną. W sezonie 2007/2008 Włoch wystąpił w 26 spotkaniach Serie A i razem z Sampdorią zajął w ligowej tabeli szóste miejsce. Od początku sezonu 2008/2009 Lucchini w linii obrony swojej drużynie grywał najczęściej z Mirko Pierim, Daniele Gastaldello, Pietro Accardim oraz Mariusem Stankevičiusem.
W sezonie 2010/2011 spadł z Sampdorią do Serie B i 13 lipca 2011 roku podpisał kontrakt z Atalantą, która awansowała do najwyższej ligi piłkarskiej we Włoszech. Zadebiutował 11 września w zremisowanym 2:2 meczu z Genoą.

## Kariera reprezentacyjna
Lucchini ma za sobą występy w młodzieżowych reprezentacjach Włoch. W drużynie U-20 zadebiutował 15 grudnia 1999 roku w wygranym 4:0 meczu z Tunezją i łącznie rozegrał dla niej pięć spotkań. W zespole U-21 po raz pierwszy wystąpił 23 marca 2001 roku w zwycięskim 1:0 pojedynku przeciwko Rumunii i łącznie zanotował dla niego dwanaście występów.